# Jaquelin Roy
Jaquelin Roy (Baton Rouge, 22 ottobre 2000) è un giocatore di football americano statunitense che milita nel ruolo di defensive end per i Minnesota Vikings della National Football League (NFL).

## Carriera

### Minnesota Vikings
Al college Roy giocò a football a LSU. Fu scelto nel corso del quinto giro (141º assoluto) del Draft NFL 2023 dai Minnesota Vikings. Debuttò come professionista subentrando nella gara del terzo turno contro i Los Angeles Chargers mettendo a segno 3 tackle. La sua prima stagione si chiuse con 8 placcaggi in 12 presenze, di cui una come titolare.